# Sự nhạy cảm của người mẹ

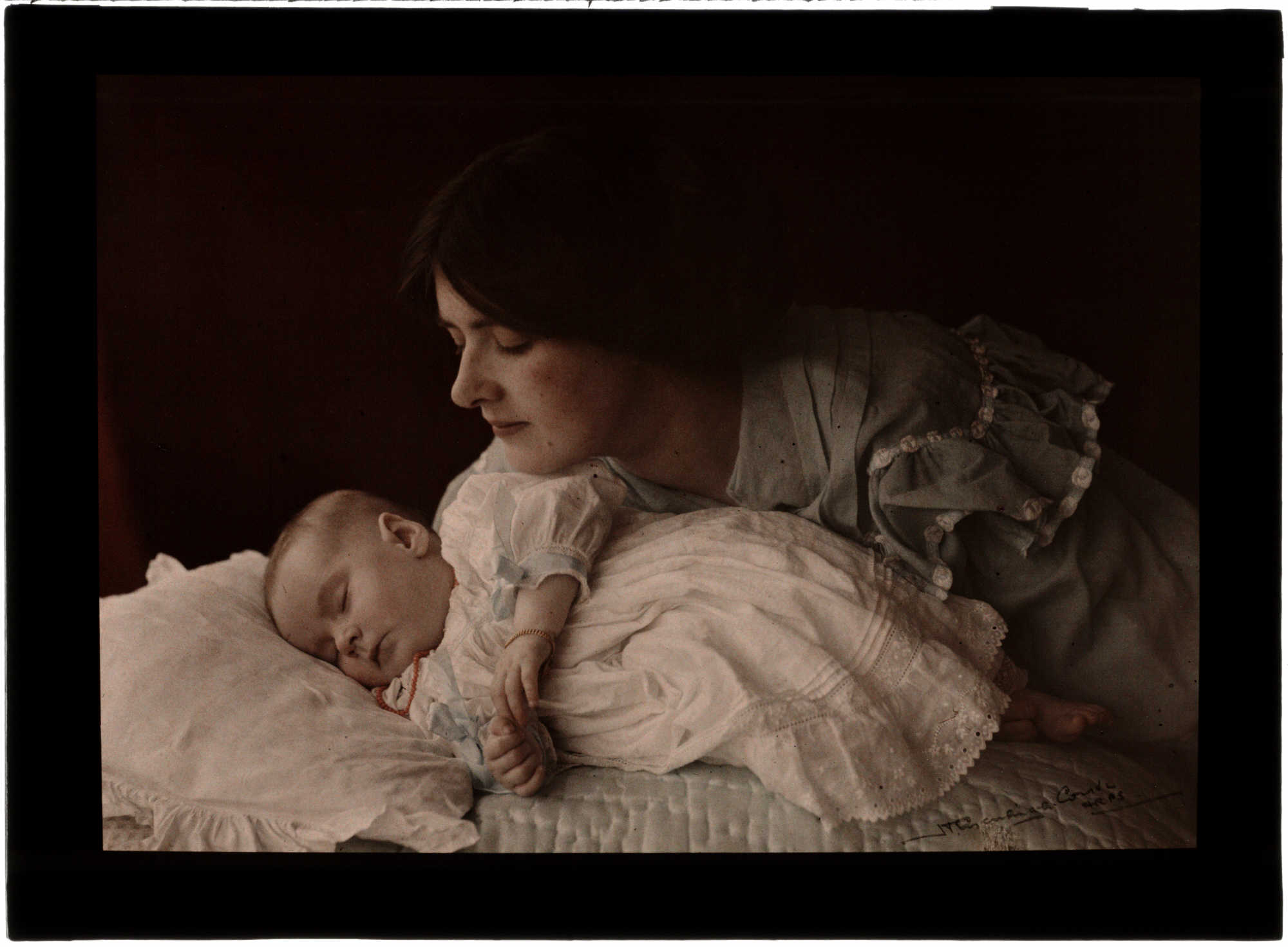
Người mẹ và đứa con của mình, ảnh chụp vào năm 1912. Những bà mẹ hiểu rõ hơn về tín hiệu của đứa con được nhận thấy có độ nhạy cảm cao hơn.

Sự nhạy cảm của người mẹ là khả năng cảm nhận và suy đoán những ý nghĩa đằng sau các tín hiệu hành vi của đứa trẻ sơ sinh và phản ứng lại một cách kịp thời và thích hợp. Sự nhạy cảm của người mẹ ảnh hưởng đến sự phát triển của trẻ ở tất cả các giai đoạn trong suốt cuộc đời, từ thuở thơ ấu cho đến lúc trưởng thành. Nhìn chung, những bà mẹ nhạy cảm hơn có con khỏe mạnh hơn, phát triển hơn về mặt xã hội và nhận thức so với những bà mẹ không nhạy cảm. Ngoài ra, sự nhạy cảm của người mẹ đã được phát hiện có ảnh hưởng đến tâm lý của đứa con ngay cả khi họ đã trưởng thành. Những người trưởng thành có được người mẹ nhạy cảm cao trong thời thơ ấu được thấy có cuộc thấy ổn định so với những người trải qua những bà mẹ ít nhạy cảm. Một khi người đó trở thành cha mẹ sau này, những hiểu biết của họ về sự nhạy cảm của người mẹ sẽ ảnh hưởng đến sự phát triển của con cái họ. Một số nghiên cứu cho thấy các bà mẹ trưởng thành biểu hiện sự nhạy cảm nhiều hơn so với các bà mẹ vị thành niên, những người có thể có con có IQ và trình độ đọc thấp hơn con của các bà mẹ trưởng thành.